# Trogoderma inclusum
Trogoderma inclusum är en skalbaggsart som beskrevs av Leconte 1854. Trogoderma inclusum ingår i släktet Trogoderma och familjen ängrar. Inga underarter finns listade i Catalogue of Life.

## Bildgalleri

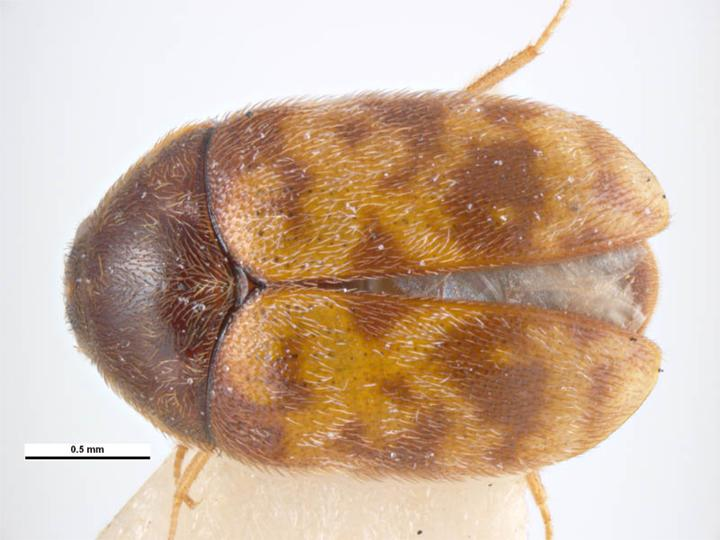